# 么永波
么永波（1965年7月—），男，汉族，吉林双辽人，中华人民共和国政治人物。现任内蒙古自治区人民政府党组成员、副主席。